# Klára Follová
Klára Follová je česká filmová a televizní producentka, majitelka produkční společnosti Follow Film Prague. Vystudovala produkci na FAMU a mediální studia na FSV UK.
Do roku 2008 se na volné noze věnovala řízení projektů z oblasti filmu, televize, divadla a výtvarného umění.
Od roku 2008 pracuje zejména pro televizi NOVA, kde řídí primetimové projekty.
Podílela se například na sitcomu Comeback, seriálu Gympl s (r)učením omezeným, Kriminálce Anděl IV nebo soutěži Chcete být milionářem?
Je kreativní producentkou výpravného dobového seriálu TV Nova Zlatá labuť.
Pracovala také v Rumunsku pro televizi PRO TV. Je spoluzakladatelkou pražského kulturního centra MeetFactory
Je vdaná za zvukaře Ludvíka Bohadlo.